# Большое Авейру
Большое Авейру — городская агломерация в Португалии, включающая в себя город Авейру и прилегающие к нему промышленные города-спутники. Данная агломерация обладает определённой административной автономией.
В Большое Авейру входят следующие муниципалитеты:
1. Авейру
2. Агеда
3. Албергария-а-Велья
4. Анадия
5. Вагуш
6. Вале-де-Камбра
7. Ильяву
8. Муртоза
9. Овар
10. Оливейра-де-Аземейш
11. Оливейра-ду-Байру
12. Север-ду-Вога
13. Эштаррежа